# Ichime Glacier
Ichime Glacier är en glaciär i Antarktis. Den ligger i Östantarktis. Norge gör anspråk på området.
Terrängen runt Ichime Glacier är kuperad söderut, men åt nordost är den platt. Havet är nära Ichime Glacier norrut. Trakten är obefolkad. Det finns inga samhällen i närheten. 